# Igor Szpakowski (actor)
Igor Szpakowski Millet (Ámsterdam, Países Bajos; 10 de noviembre de 1997) es un actor neerlandés, nacionalizado español. Es conocido por interpretar a Jordi en la serie de televisión que se emite en TV3 y Antena 3, denominada Polseres vermelles.

## Biografía
Nació el 10 de noviembre de 1997 en Ámsterdam, Países Bajos. Con pocos años de edad emigró a El Masnou, Barcelona, España, donde se crio. Desde los cuatro años estuvo involucrado en todo tipo de trabajos en el teatro y desde los cinco hizo numerosos anuncios publicitarios. En 2011 saltó a la fama gracias al papel de Jordi, un niño con cáncer de tibia, en la serie de televisión de TV3 Polseres vermelles. Posteriormente, en 2013 rodó una nueva película, La por.
También ha escrito un libro llamado La terra d'Àndoc con Albert López Vivancos.

## Filmografía

### Televisión
| Año         | Serie                 | Personaje               | Notas          |
| ----------- | --------------------- | ----------------------- | -------------- |
| 2017        | La Catedral Del Mar   | Rey Infante             | Episodios 6,8  |
| 2016        | Carlos, Rey Emperador | Francisco II de Francia | 1 episodio     |
| 2015        | Cites                 | Marc                    | Episodio 6     |
| 2012        | Concepción Arenal     | Fernando                | Película de TV |
| 2011 - 2013 | Polseres vermelles    | Jordi                   | Serie de TV    |

### Cine
| Año  | Película                   | Personaje | Notas                     |
| ---- | -------------------------- | --------- | ------------------------- |
| 2013 | La por                     | Manuel    | Película de Jordi Cadena. |
| 2016 | La próxima piel            | Joan      |                           |
| 2018 | El fotógrafo de Mauthausen | Perez     |                           |

### Publicidad
- Jamón Dulce Campofrío (2003)
- Amukina (2004)
- Kinder Délice (2004)
- Danonino (2004)
- Leche Ram de Crecimiento (2004)
- Huesitos (2005)
- Suzuki Gran Vitara (2005)
- La Caixa (2005)
- Phoskitos (2006)
- Gas Natural (2006)
- Doo Wap (2007)
- Actimel (2006-2008)
- tráiler de la serie Pulseras rojas

- Datos: Q16578191